# Ludwig Heitmann
Ferdinand Carl Ludwig Heitmann (* 16. Juni 1880 in Hamburg-Ochsenwerder; † 2. Juli 1953 in Hamburg) war ein deutscher einflussreicher evangelisch-lutherischer Pastor in Hamburg, Mitbegründer der Berneuchener Bewegung und der Evangelischen Michaelsbruderschaft.

## Leben
Heitmann wuchs als Sohn des Lehrers Hinrich Heitmann in einem konservativ lutherischen Elternhaus auf. Er besuchte das Harburger Realgymnasium und bestand hier 1899 die Reifeprüfung. Um Theologie studieren zu können, musste er zunächst die alten Sprachen lernen und Ergänzungsprüfungen ablegen. Anschließend studierte er in Göttingen und Berlin Theologie. Er wurde dabei vor allem von Paul Althaus d. Ä., Rudolf Smend, Julius Kaftan, Bernhard Weiß, Adolf von Harnack und Reinhold Seeberg geprägt. Während des Studiums nahm er das Band des Göttinger und Berliner, später auch des Hamburger Wingolf auf. 

St. Annen um 1900

Nach kurzer Tätigkeit als Lehrer wurde er 1905 in der St.-Michaelis-Kirche durch Senior Georg Behrmann ordiniert; seine erste Stelle war die eines Hilfspredigers an der St.-Katharinenkirche für den stark proletarisch geprägten Bezirk St. Annen im Stadtteil Hammerbrook.
1909 wurde er Pastor der St. Johanniskirche in Hamburg-Eppendorf. Dieses Amt behielt er bis zu seiner Emeritierung 1951, wobei er von 1915 bis 1918 als freiwilliger Feldgeistlicher an der Westfront tätig war.
Seit 1927 war Heitmann mit Marie Henriette Luise Wilhelmine Schwartz (* 23. Januar 1897 in Lübeck; † 20. Juni 1970 in Hamburg) verheiratet.

## Wirken
Seit seiner Arbeit zum 2. Theologischen Examen beschäftigte sich Heitmann mit den Chancen und Aufgabe der Kirche in der modernen Großstadt. In Hammerbrook hatte er einen Lehrlingsverein gegründet, in Eppendorf konzentrierte er sich auf die Jugendarbeit, die von seinem Ansatz im Sinn der Bündischer Jugend geprägt war.  
In der Eppendorfer Kirche führte er eine Reihe liturgischer Neuerungen ein, so eine Wochenschlussfeier für die Jugendlichen, ein experimentelles Tischabendmahl nach der Ordnung der Didache, und ab 1930 die Feier der Osternacht. 
In den 1920er Jahren engagierte sich Heitmann in der Volkskirchenbewegung und setzte sich für eine neue Kirche ein. Die auch in der Synode vertretene neukirchliche Fraktion wollte den in Hamburg tiefen Graben zwischen Positiven und Liberalen überwinden. Obwohl er zu den stärksten Befürwortern der Einführung des Bischofsamtes in der Evangelisch-Lutherischen Kirche im Hamburgischen Staate zählte, stellte er sich im Kirchenkampf auf die Seite der Kritiker von Landesbischof Franz Tügel, mit dem er Anfang der 1920er Jahre noch zusammengearbeitet hatte. Parteipolitisch grundsätzlich ungebunden, trat Heitmann dem Pfarrernotbund schon bei seiner Gründung im Oktober 1933 bei und wurde Vertreter Hamburgs in dessen Leitungsgremium, dem Reichsbruderrat.
Heitmann wurde besonders durch sein dreibändiges Werk Großstadt und Religion bekannt, das in den 1920er Jahren mehrfach aufgelegt wurde. Für seinen Einsatz für einen zeitgemäßen Religionsunterricht 1929 erhielt er von der Theologischen Fakultät der Universität Gießen den theologischen Ehrendoktor.   
Von Anfang an nahm Heitmann an den Berneuchener Konferenzen 1923 bis 1927 teil; er war einer der Mitverfasser und ist einer der Mitunterzeichner ihrer Programmschrift Berneuchener Buch. Gemeinsam mit Karl Bernhard Ritter, Wilhelm Stählin und Wilhelm Thomas stiftete er 1931 die Evangelische Michaelsbruderschaft. Mit großem persönlichen Einsatz sorgte er dafür, dass ihr zahlreiche Pastoren und Laien in Hamburg und Norddeutschland beitraten, darunter der Architekt Gerhard Langmaack, den er 1911 in Eppendorf konfirmiert hatte, und Axel Werner Kühl. Ab 1942 kam es jedoch zu einem schweren Zerwürfnis zwischen Heitmann und den Michaelsbrüdern über den – aufgrund der in der Michaelsbruderschaft eingeführten Form der Einzelbeichte – von Heitmann als zunehmend unlutherisch empfundenen Kurs der Bruderschaft, das 1945 zu seinem Austritt führte.

## Werke (Auswahl)
- Der Realschüler: Ein Beitrag zur Psychologie der Jugendlichen des Mittelstandes. Eger, Leipzig 1912 (Die Entwicklungsjahre, Heft 4)
- Der Völkerkrieg und das Christentum: Eine Erwiderung. In: Christliche Welt. Band 29, 1915, S. 360–364.
- Großstadt und Religion. Boysen, Hamburg
Teil 1. Die religiöse Situation in der Großstadt. 1913, ab der 2. Auflage (1921) Titel: Der Aufbau der modernen Großstadt
Teil 2. Der Kampf um die Religion in der Großstadt. 1919
Teil 3. Die religiöse Wahrheit für die Großstadt 1920
- Vom Werden der neuen Gemeinde, A. Töpelmann, Gießen 1925.
- Das heilige Abendmahl. Hanseatische Verlagsanstalt, Hamburg 1927.
- Die Beichte der Gemeinde, Hanseatische Verlagsanstalt, Hamburg 1928.
- (mit Karl Bernhard Ritter und Wilhelm Stählin): Das Gebet der Tageszeiten. 3., erweiterte und neubearbeitete Auflage, Bärenreiter-Verlag, Kassel 1929
- Krisis und Neugestaltung im Erziehungswerk, Verlag F. Bahn, Schwerin 1930.
- Freizeit und Kloster. In: Gottesjahr. 1930, S. 65–72 (gottesjahr.de (Memento vom 19. Oktober 2007 im Internet Archive))
- Lutherisches Bekenntnis und Gemeindegestaltung (Kirche im Aufbau, Heft 1). Neuwerk-Verlag, Kassel-Wilhelmshöhe 1935.